# Bezirk Veglia
Der Bezirk Veglia (italienisch capitanato distrettuale di Veglia; slowenisch okrajni glavarstvo Krk; kroatisch kotarsko satničtvo Krk) war ein Politischer Bezirk in der Markgrafschaft Istrien. Der Bezirk umfasste die Insel Krk (Veglia). Sitz der Bezirkshauptmannschaft war die Gemeinde Krk (Veglia).
Das Gebiet wurde nach dem Ersten Weltkrieg im Zuge des Vertrags von Saint-Germain 1919 Jugoslawien zugeschlagen und ist seit 1991 Teil Kroatiens.

## Geschichte
Die modernen, politischen Bezirke der Habsburgermonarchie wurden um das Jahr 1868 im Zuge der Trennung der politischen von der judikativen Verwaltung geschaffen.
Der spätere Bezirk Veglia war zunächst Teil des Bezirks Lussin, der 1868 aus den drei Gerichtsbezirken Cherso (Cres), Lussin (Lošinj) und Veglia (Krk) geschaffen wurde.
Per 1. Dezember 1905 wurde der Gerichtsbezirk Veglia vom Bezirk Lussin abgespalten und zu einem eigenständigen Bezirk erhoben.
Im Bezirk Veglia lebten 1910 21.259 Menschen. Von der Bevölkerung hatten 1910 19.533 Kroatisch (91,9 %) als Umgangssprache angegeben, 1.544 Personen sprachen Italienisch (7,3 %), 25 Deutsch (0,1 %) und 29 Slowenisch (0,1 %). Der Bezirk umfasste zuletzt eine Fläche von 428,45 km² bzw. einen Gerichtsbezirk mit sieben Gemeinden.